# Stavanger Aftenblad
Stavanger Aftenblad (Stavanger Abendblatt) ist eine norwegische regionale Tageszeitung, die seit 1893 in Stavanger erscheint und über Ereignisse im Fylke Rogaland berichtet. Seit 1996 existiert auch eine täglich aktualisierte Onlineausgabe. Chefredakteurin ist Kjersti Sortland, Vorsitzender des Verwaltungsrates ist Øyulf Knapstad Hjertenes. Die Firmenadresse ist Nykirkebakken 2, 4013 Stavanger. Die Zeitung unterhält lokale Büros in Sandnes, Bryne und Jørpeland. Sie ist seit 2012 im Besitz von Schibsted (früher Media Norge).
Stavanger Aftenblad wurde im vierten Quartal 2023 durchschnittlich von 151.923 Personen online oder in gedruckter Form gelesen (laut Mediebedriftenes Landsforening, zitiert in). Damit gehört die Zeitung zu den zehn größten Zeitungen Norwegens. 2003 lag sie in Bezug auf die Reichweite auf den 7. Rang.
Die Zeitung wurde über 60 Jahre lang von der Familie Oftedal geführt. Lars Oftedal senior gründete Stavanger Aftenblad nach dem Ende einer großen Karriere als Pfarrer, Prediger, Parlamentsabgeordneter und Wohltäter. Der Sohn Lars Oftedal junior und der Enkel Christian S. Oftedal machten die Zeitung zu einer der einflussreichsten des Landes. Bis 1972 war sie ein Organ der liberalen Venstre-Partei.

## Gründung

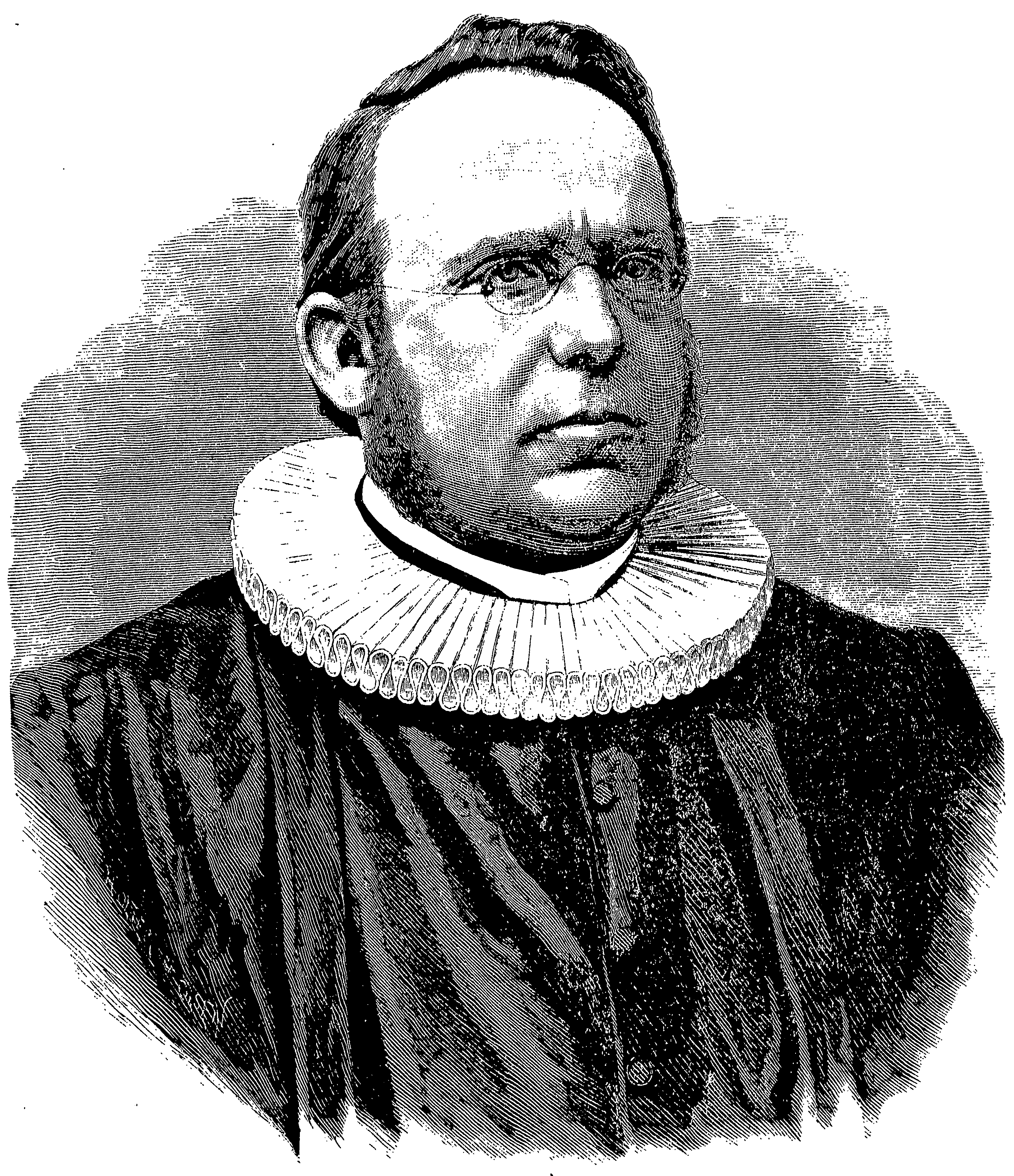
Lars Oftedal senior, Gründer von Stavanger Aftenblad

Lars Oftedal war nach seinem theologischen Examen als Prediger in der Inneren Mission tätig und sehr erfolgreich. Das von ihm begründete Versammlungshaus bot Platz für 3000 Gläubige. Er gründete Schulen, ein Waisenhaus, einen landwirtschaftlichen Betrieb und schließlich ein „Gewerbezentrum“, bestehend aus Druckerei, Buchbinderei, Schuhmacherei, Flechterei u. a., wo die Waisenkinder ausgebildet und beschäftigt wurden. Er war ein Parteigänger der Venstre und saß für sie im Storting. Er verfasste Kirchenlieder und ließ ein Gesangbuch in 200.000 Exemplaren drucken.
Am 1. November 1891 kam es zum Eklat. „Nach einer langen Zeit der Gerüchte“ gestand Oftedal vor seiner versammelten Gemeinde, „dass er sich einer unsittlichen Beziehung schuldig gemacht hatte“. Er wurde daraufhin als Pfarrer entlassen – „nicht begnadigt und ohne Pension“. Er legte die Leitung seines „Wohltätigkeitskonzerns“ zurück und verzichtete auch auf seinen Parlamentssitz. Seine Gegner, die er sich als „starker Führer und kein Mann der Zusammenarbeit“ reichlich erworben hatte, triumphierten. Aber nicht alle seine Anhänger ließen ihn in Stich. „Drei oder vier eng befreundete Geschäftsleute hatten Mitleid mit ihm. Sie steckten genug Geld hinein, um unten in Søragadå einen Schuppen zu bauen. Dort gründete er eine Zeitung.“

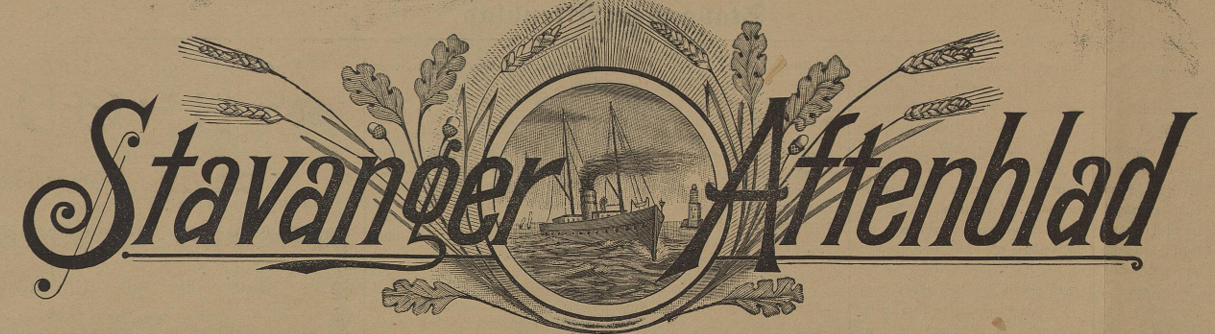
Stavanger Aftenblad, Zeitungskopf 1893

Zunächst erschienen mit dem Datum 12. August 1893 zwei Probenummern mit verschiedenem Inhalt, die als „A“ bzw. „B“ gekennzeichnet waren. Die reguläre Nr. 1 des 1. Jahrgangs von Stavanger Aftenblad erschien dann am Freitag, den 1. September 1893. Die Zeitung erschien täglich außer Sonntag und umfasste vier Seiten mit einem hohen Anteil von Anzeigen.
Ebenfalls 1893 gründete Lars Oftedal auch die zwei Mal im Monat erscheinende Zeitschrift Filadelfia, die 1897 als Teil des Stavanger Aftenblad fortgeführt wurde, bis „sie nach kurzer Zeit wieder eingestellt wurde.“
Obwohl es in Stavanger bereits eine Reihe von Zeitungen gab, wurde Oftedals Zeitung schnell zur größten, da er „in einem Stil und mit einem Inhalt schrieb, der die Menschen begeisterte.“ Auch das schwedische Nordisk familjebok anerkannte 1914 nach einer kritischen Schilderung seines Lebens, dass seine „fleißige und vielseitige Verlagstätigkeit formal äußerst ehrenvoll war.“

## Aufschwung

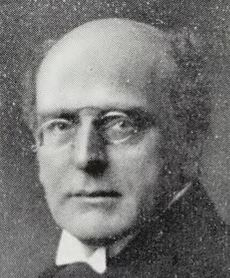
Lars Oftedal junior, führte 1900–1932 das Stavanger Aftenblad

Als Lars Oftedal am 2. Mai 1900, im für norwegische Patriarchen eher jungen Alter von 61, starb, übernahm sein gleichnamiger Sohn die Herausgabe des Stavanger Aftenblad. Lars Oftedal junior war erst 23; er hatte im Vorjahr sein Jurastudium abgeschlossen und war als Redaktionssekretär in die Zeitung eingetreten. Nun hatte er drei Jahrzehnte die Leitung inne, und „arbeitete daran, seine Zeitung Stavanger Aftenblad zum einflussreichsten Organ der Linken zu machen.“ Nicht nur innerhalb der linken Presse, sondern auch insgesamt, wurde die Zeitung zu einer der wichtigsten Stimmen im Land.
„Im Laufe des Jahrhunderts gewann die Zeitung an Seriosität und Qualität. Es gab Maschinen, Setzer und die Freude am Schreiben. Es gab Andachten und Korrespondenten aus nah und fern. Es gab Frauenseiten. Und die Zeitung verfolgte die nationale Politik und meldete sich zu Wort. Und sie hatte ein wachsames Auge auf alles Große und Kleine. Die Zeitung umfasste die Stadt, dehnte sich aber gleichzeitig nach Ryfylke und südlich nach Jæren aus. Die Zeitungsstapel lagen am Kai bereit, sobald die Fjordboote um fünf Uhr ankamen.“

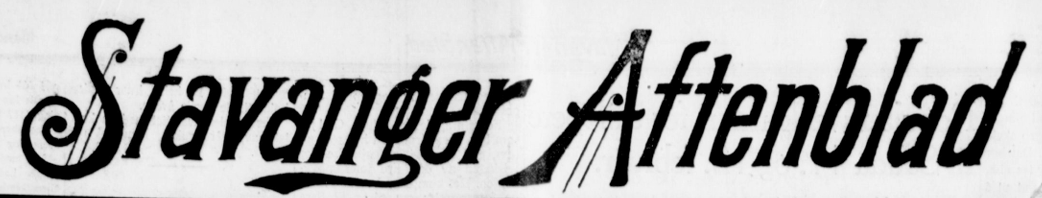
Stavanger Aftenblad, Zeitungskopf um 1920

1902 wurde die erste Rotationspresse in Betrieb genommen, die vier Seiten gleichzeitig drucken konnte. 1914 wurde eine Aktiengesellschaft als Eigentümer der Zeitschrift gegründet. Um 1920 wurde der alte Zeitungskopf, der ein Schiff in stürmischer See, umkränzt von Ähren und Eichenlaub gezeigt hatte, durch ein nur aus Text bestehendes Logogramm ersetzt.
Lars Oftedal junior hatte 1900 die Zeitung bei einer Auflage von 2.000 Stück übernommen; als sie 1932 von seinem Sohn Christian S. Oftedal übernommen wurde, betrug die Auflage 17.000.

## Zweiter Weltkrieg
Nach der Eroberung Norwegens durch Hitlers Wehrmacht führte das Besatzungsregime eine strenge Pressezensur ein. Christian S. Oftedal trat aus Protest dagegen am 19. Juni 1940 als Chefredakteur des Stavanger Aftenblad zurück. Am 14. August wurde er wegen Spionage zugunsten Großbritanniens verhaftet. Im Kreisgefängnis Bergen wurde er durch ein Kriegsgericht zunächst zum Tode verurteilt und später zu zehn Jahren Haft begnadigt. Im Juli 1941 wurde er in die Festung Akershus verlegt und kurz danach in das Zuchthaus Hamburg-Fuhlsbüttel. Schließlich war er vom August 1943 bis zur Kapitulation Deutschlands in Rendsburg (Holstein) und in Dreibergen (Bützow) (Mecklenburg) in Haft.
1942 verschärften die Besatzer und ihre Handlanger die Kontrolle über die norwegische Presse. Nun wurde auch der Herausgeber der zweiten Zeitung Stavangers, Reidar Alexander Lorentzen von der Stavangeren, verhaftet. Der NS-Kollaborateur Johan Kringlebotn übernahm die Leitung beider Zeitungen, die schließlich zusammengelegt wurden: Vom 1. Juli 1943 bis zum 18. Mai 1945 erschien statt Stavanger Aftenblad und Stavangeren nur mehr die Stavanger Avis.

## Nachkriegszeit
Am 19. Mai 1945 erschien die erste Nachkriegsausgabe des Stavanger Aftenblad. Die Auflage der Zeitung wuchs in den 1960er Jahren auf über 40.000 Exemplare an. Die Auseinandersetzung um den Beitritt Norwegens zur EWG im Herbst 1972 war die Ursache für die Abwendung des Aftenblad von der Venstre. Die für bzw. gegen den Beitritt eintretenden Parteiflügel verursachten nicht nur die Parteispaltung und eine verheerende Niederlage bei den Parlamentswahlen, von der sich die Partei nie mehr erholen konnte. Die Venstre hatte keine Parteilinie mehr, zu dem sich eine Zeitung bekennen hätte können. Seitdem ist das Stavanger Aftenblad parteipolitisch unabhängig.
Im Enhetsregisteret deklariert die Zeitung sich als „unabhängig von politischen Parteien, Gruppen und Sonderinteressen“ und betont ihre „liberale Grundhaltung“, „die mit grundlegenden nationalen und christlichen Werten verbunden ist“, aber auch ihr Eintreten für „eine sozial orientierte Reformpolitik.“ Diese Haltung entspricht durchaus dem in den 1880er Jahren formulierten Selbstverständnis der Venstrebewegung.
Im Herbst 1996 wurde die Online-Ausgabe der Zeitung gestartet. Aftenbladet bietet mehrere populäre Podcasts an, wie Aftenbla-bla (Tagesaktuelles) und Studio A (Sport). 2013 wurde ein Paywall für den digitalen Content errichtet. Die Abonnenten haben vollen Zugriff auf die Website aftenbladet.no und auf das e-newspaper. Seit 2015 existiert aftenbladet.no.byas als eine alternative Oberfläche, „launched with the aim of reaching a younger audience than Aftenbladet had previously reached.“
16. September 2006: Redakteurin Line Noer Borrevik präsentiert die erste Ausgabe von Stavanger Aftenblad im Tabloid-Format

Link zum Bild

1999 erfolgte der Einstieg in das Fernsehgeschäft durch den Ankauf aller Anteile an TV Vest, das 2007 in TV Aftenbladet umbenannt wurde. Als Folge der Finanzkrise wurde der TV-Betrieb jedoch 2009 wieder eingestellt.
Im April 2003 wurde das Wochenmagazin Pluss etabliert. Am 16. September 2006 wechselte Stavanger Aftenblad (gleichzeitig mit den anderen Zeitungen Adresseavisen, Bergens Tidende und Fædrelandsvennen) zum Tabloid-Format.
Im August 2008 zog die Zeitung von dem aus den Nachkriegsjahren stammenden Gebäude in einen Neubau am Nykirkebakken 2 um.

## Schibsted Media
Stavanger Aftenblad ist heute kein Familienunternehmen mehr. 2007 wurde die Zeitung von Media Norge ASA übernommen, eine Gesellschaft, die von Schibsted kontrolliert wurde. 2012 erwarb Schibsted die restlichen Anteile von Media Norge und benannte die Firma in Schibsted Norge um. Seit dem 15. November 2016 wird Stavanger Aftenblad nicht mehr in Stavanger gedruckt, sondern in Bergen.
Nach eigenen Angaben hat Stavanger Aftenblad (2025) 152.000 tägliche Leser und 63.000 digitale Abonnenten und ist die drittgrößte norwegische Zeitschrift außerhalb von Oslo. Über die Anzahl der Mitarbeiter gibt es abweichende Angaben: 80 Redaktionsmitglieder (2023) bzw. 100 Angestellte bzw. 120 „dedicated employees“. Die seit 2022 amtierende Chefredakteurin Kjersti Sortland war vorher bei Verdens Gang und Asker and Bærums Budstikke (heute Budstikka) beschäftigt. „In 2017, she was named Editor of the Year by Oslo Editors' Association.“

## Chefredakteure
(Quelle:)
| Name                         | Von  | Bis  |
| ---------------------------- | ---- | ---- |
| Lars Oftedal senior          | 1893 | 1900 |
| Lars Oftedal junior          | 1900 | 1932 |
| Christian Stephansen Oftedal | 1932 | 1942 |
| Johan Kringlebotn            | 1942 | 1943 |
| Christian Stephansen Oftedal | 1945 | 1955 |
| Per Thomsen                  | 1955 | 1973 |
| Jon Arnøy                    | 1973 | 1983 |
| Thor Bjarne Bore             | 1983 | 2000 |
| Jens Barland                 | 2000 | 2002 |
| Tom Hetland                  | 2002 | 2011 |
| Lars Helle                   | 2012 | 2021 |
| Kjersti Sortland             | 2022 |      |

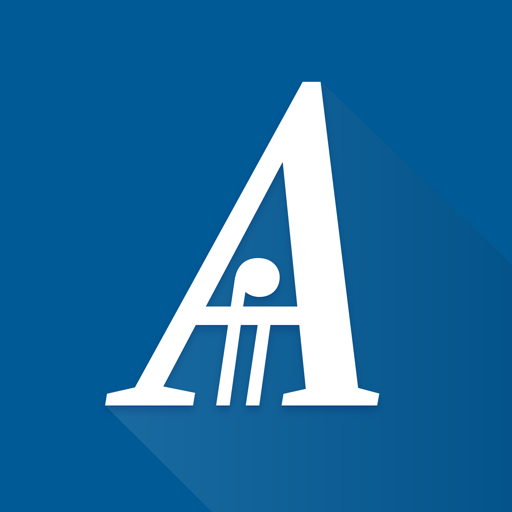
Stavanger Aftenblad, Logo 2025

Vom 1. Juli 1943 bis 18. Mai 1945 war Stavanger Aftenblad mit Stavangeren fusioniert und erschien unter dem Namen Stavanger Avis.

## Auflagezahlen
(Quelle:)

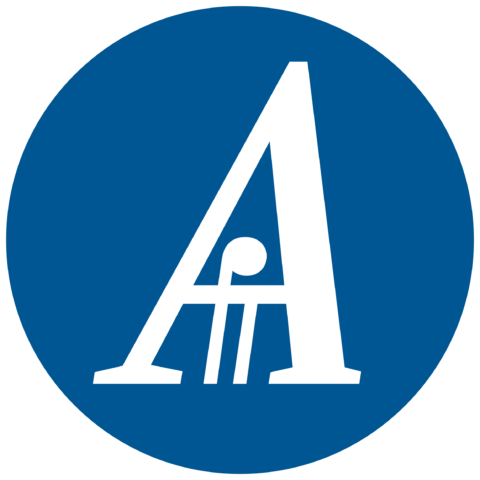
Stavanger Aftenblad, Logo 2025

Die Auflagenzahlen bis einschließlich 2015 gelten nur für die Papierausgabe. Ab 2020 werden die Nettoauflagenzahlen für digitale und Papierabonnements verwendet. Quelle sind die von den Zeitungen an den norwegischen Medienverband (Mediebedriftenes Landsforening) gemeldeten Auflagenzahlen für die zweite Jahreshälfte.
| Jahr | Auflage |
| ---- | ------- |
| 1932 | 17.000  |
| 1950 | 30.003  |
| 1960 | 36.584  |
| 1970 | 46.217  |
| 1983 | 62.727  |
| 1990 | 68.129  |
| 1995 | 72.102  |
| 2000 | 73.221  |
| 2005 | 68.186  |
| 2010 | 63.988  |
| 2015 | 55.412  |
| 2020 | 63.268  |
| 2023 | 64.196  |